# Karanganyar (Karanganyar, Kebumen)
Karanganyar is een bestuurslaag in het regentschap Kebumen van de provincie Midden-Java, Indonesië. Karanganyar telt 4255 inwoners (volkstelling 2010).